# Голенищев, Алексей Никифорович
Алексей Никифорович Голенищев — советский государственный и хозяйственный деятель, Герой Социалистического Труда.

## Биография
Родился в 1910 году в деревне Фельшинка. Член КПСС.
С 1925 года — на хозяйственной работе. 
В 1925—1980 гг.: 
- рабочий производственной артели,
- штурман на тяжёлых самолётах,
- мастер, инженер, начальник цеха, директор авиационного предприятия,
- заместитель Министра авиационной промышленности СССР,
- начальник Управления радиотехнической промышленности Ленинградского СНХ,
- начальник производственного объединения «Радиодеталь»,
- генеральный директор первого в стране научно-производственного объединения «Позитрон» Министерства электронной промышленности СССР.

Указом Президиума Верховного Совета СССР от 26 апреля 1971 года присвоено звание Героя Социалистического Труда с вручением ордена Ленина и золотой медали «Серп и Молот».
Делегат XXIV съезда КПСС.
Умер в Ленинграде в 1980 году.